# Polymorphus cincli
Polymorphus cincli es una especie de acantocéfalo del género Polymorphus, familia Polymorphidae. Fue descrita por Belopolskaya en 1959. Se encuentra en Europa y Asia del Norte.
Es bilateralmente simétrico, mide 1,38 milímetros de largo y 0,46 milímetros de ancho. Su cuerpo es cilíndrico.